# Discodoris evelinae
Discodoris evelinae är en snäckart som beskrevs av Er. Marcus 1955. Discodoris evelinae ingår i släktet Discodoris och familjen Discodorididae. Inga underarter finns listade i Catalogue of Life.